# 翁王瑾
翁王瑾（？—？），字亦懷，福建侯官（今福州）人，清朝書畫家。
翁王瑾年僅九歲已成孤兒，後依其外家翁氏，故得其翁姓。翁王瑾之外王父時官京師，正值靖南王耿精忠起事作亂而寄拏江蘇常熟，瑾亦於是順就居於常熟。
後畫家王譽昌愛瑾之淳厚謹誠，於是許配其女予瑾。王譽昌亦善繪畫山水，瑾盡得其傳，後再得蔡天涯之教授，令瑾之畫學更見進步。翁王瑾除善書畫，亦善篆刻。